# SNKアーケードクラシックスゼロ
『SNKアーケードクラシックスゼロ』（エスエヌケイアーケードクラシックゼロ）とは、SNKプレイモアから2011年4月21日に発売された、SNKの1980年代レトロアーケードゲームを収録したPlayStation Portable版ゲームソフト。レイティングはCERO：B（12才以上対象）。

## 概要
ネオジオ発売以前にSNK（旧社）から制作、発売されていたアーケードゲーム20作品（海外版2作品含む）がこのソフトに収録されており、本作の発売によって初めて家庭用作品として移植となったアーケードゲーム作品も多数存在する。
当時のアーケードゲーム機でSNKが独自に開発し、採用していたデバイスである「ループレバー」採用作品の操作方法は、ボタン操作によって再現されている。
ただし、アドホック通信に対応していないため、多人数プレイ系のゲームにおいては1人プレイ専用となっており、完全な再現には至っていない。

## 収録作品
収録作品は以下の通りである。
怒シリーズ
- 『怒』
- 『怒号層圏』
- 『IKARI III -THE RESCUE- (海外版)』

アテナシリーズ
- 『アテナ』
- 『サイコソルジャー』

シューティングゲーム
- 『サスケvsコマンダー』
- 『ASO』
- 『T・A・N・K』
- 『原始島』
- 『バミューダトライアングル』
- 『ヴァンガード 2』
- 『HAL 21』

アクションゲーム
- 『マービンズ・メイズ』
- 『ゲバラ』
- 『脱獄』
- 『ストリートスマート』
- 『SAR サーチ アンド レスキュー』

スポーツゲーム
- 『タッチダウンフィーバー』
- 『ゴールドメダリスト』
- 『SUPER CHAMPION BASEBALL (海外版)』